# Vaskakas Sörfőzde
A Vaskakas Sörfőzde kisüzemi kézműves sörfőzde, amelyet  2016 augusztusában alapított Vida Norbert és Vidáné Handli Eszter.

## Története
Vida Norbert, közgazdász és minőségbiztosítási mérnök, első sörét 55 m2-es panellakásának konyhájában főzte le. Házi sörfőzőként sokat kísérletezett, finomította receptjeit. 2016-ban, Győrújbaráton, családi háza melléképületében nyitotta meg a Vaskakas Sörfőzde a kapuit, mint családi vállalkozás. Kezdetben feleségével ketten vitték a vállalkozást: főzték a sört, palackozták, értékesítették. Induláskor 2000 l/hónap kapacitással rendelkeztek, ez azonban hamarosan kevésnek bizonyult, és 2017 végére már 6000 liter/hónap kapacitásra bővítettek. A kapacitásbővítés személyi bővítést eredményezett, duplázni kellett a létszámot is. 2018-ban elnyerték a Central European Beer Awards fődíját házi amatőr sörfőző és kisüzemi sörfőzdék kategóriában.

## Termékek
A Vaskakas Sörfőzdében felső erjesztésű, szűretlen, ale és lager típusú sörök készülnek. Kínálata folyamatosan bővül, az alap szortiment mellett rendszeresen jelentkeznek szezonális főzetekkel is.
- American Hop Dog
  - American West Coast IPA, alc. 6,0%, 65 IBU A hidegen komlózásnak köszönhetően rendkívül intenzív e sör illat- és ízélménye. Az amerikai komlóknak köszönhetően a citrusos és grapefruitos aroma uralja a sör illatát és ízét. Grand Champion díj a CEBA Central European Beer Awards 2018 sörversenyén.

- Charlatan
  - Felsőerjesztésű, szűretlen belga dubbel típusú sör alc. 6.5% 21 IBU Elért díjak: Bronz diploma a Kisüzemi Sörfőzdék Egyesülete XII. Nemzetközi Sörversenyén 2018-ban.

- Comedias
  - Extra Special Bitter, alc. 5,3%, 35 IBU A Comedias egy nagyon ízletes és ugyanakkor kiegyensúlyozott sör, melyet kellemes karamellás lecsengés tesz teljessé. A hozzáadott komlók gyümölcsös aromát és frissítő ízt adnak ennek a sörnek. Elért díjak: különdíj a Csehországban 2018 februárjában megrendezett The Brewer's Seal Award 2018 sörversenyen, bronz diploma a Kisüzemi Sörfőzdék Egyesülete XII. Nemzetközi Sörversenyén 2018-ban.

- Győri Pils
  - láger, alc. 4,4%

- Johnny B. Good
  - American Pale Ale, alc. 5,0%, 30 IBU Üde, frissítő, gyümölcsös aromáját az amerikai komlóknak köszönheti. Elért díjak: Ezüst diploma a Kisüzemi Sörfőzdék Egyesülete XII. Nemzetközi Sörversenyén 2018-ban.

- Münchausen
  - Dunkelweizen, alc. 5,4% 13 IBU A Münchausen egy barna bajor típusú búzasör. Közepesen testes, malátás íze mellett a banán és a szegfűszeg ízképletei gazdagítják e sör karakterét. Elért díjak: bronz diploma a Kisüzemi Sörfőzdék Egyesülete XII. Nemzetközi Sörversenyén 2018-ban.

- Porter
  - alc. 5,5% angol típusú barna ale sör, melyben csokoládés, malátás ízek dominálnak